# Ariarathia
Ariarathia (gr. Ἀριαράθεια) – dawne biskupstwo w rzymskiej prowincji Armenia Secunda (obecnie miasto Pınarbaşı w Turcji, prowincja Kayseri).
Należało do metropolii Melitene. Jest znanych dwóch biskupów z V wieku. Obecnie biskupstwo tytularne (nieobsadzone).